# نيو كاسل (ديلاوير)
نيو كاسل (بالإنجليزية: New Castle, Delaware)‏ هي مدينة تقع في الولايات المتحدة في ديلاوير.

## التركيبة السكانية
حدّد مكتب تعداد الولايات المتحدة بيانات التركيبة السكانية لنيو كاسل في تعداد الولايات المتحدة. في ما يلي، التركيبة السكانية حسب تعدادي 2000 و2010.

### تعداد عام 2000
بلغ عدد سكان نيو كاسل 4,862 نسمة بحسب تعداد عام 2000، وبلغ عدد الأسر 2,012 أسرة وعدد العائلات 1,340 عائلة مقيمة في المدينة. في حين سجلت الكثافة السكانية 533.1 نسمة لكل كيلومتر مربع (1,380.7/ميل2). وبلغ عدد الوحدات السكنية 2,199 وحدة بمتوسط كثافة قدره 241.1 لكل كيلومتر مربع (624.4/ميل2).
وتوزع التركيب العرقي للمدينة بنسبة 77.48% من البيض و20.20% من الأمريكيين الأفارقة و0.25% من الأمريكيين الأصليين و0.39% من الأمريكيين ذوي الأصول الآسيوية و0.84% من الأعراق الأخرى و0.84% من عرقين مختلطين أو أكثر و2.41% من الهسبانيون أو اللاتينيون من أي عرق.
بلغ عدد الأسر 2,012 أسرة كانت نسبة 30.1% منها لديها أطفال تحت سن الثامنة عشر تعيش معهم، وبلغت نسبة الأزواج القاطنين مع بعضهم البعض 47.1% من أصل المجموع الكلي للأسر، ونسبة 14.9% من الأسر كان لديها معيلات من الإناث دون وجود شريك، بينما كانت نسبة 4.6% من الأسر لديها معيلون من الذكور دون وجود شريكة وكانت نسبة 33.4% من غير العائلات. تألفت نسبة 27.7% من أصل جميع الأسر من عدة أفراد يعيشون في نفس المنزل ونسبة 9.8% كانت تتألف من شخص يعيش بمفرده يبلغ من العمر 65 عاماً أو أكثر. وبلغ متوسط حجم الأسرة المعيشية 2.42، أما متوسط حجم العائلات فبلغ 2.93.
بلغ العمر الوسطي للسكان 39.6 عاماً. وكانت نسبة 21.8% من القاطنين تحت سن الثامنة عشر، وكانت نسبة 7.8% بين الثامنة عشر والرابعة والعشرين عاماً، ونسبة 28.6% كانت واقعةً في الفئة العمرية ما بين الخامسة والعشرين والرابعة والأربعين عاماً، ونسبة 27.5% كانت ما بين الخامسة والأربعين والرابعة والستين، ونسبة 14.4% كانت ضمن فئة الخامسة والستين عاماً فما فوق. يوجد لكل 100 أنثى 88.3 ذكر، ويوجد لكل 100 أنثى في الثامنة عشر من عمرها فما فوق 85.6 ذكر.
بلغ متوسط دخل الأسرة في المدينة 52,449 دولارًا، أما متوسط دخل العائلة فبلغ 56,368 دولارًا. وكان متوسط دخل الذكور 40,153 دولارًا مقابل 31,571 دولارًا للإناث. وسجل دخل الفرد الخاص بالمدينة 24,052 دولارًا. وكانت نسبة 3.9% من العائلات ونسبة 5.3% من السكان تحت خط الفقر، وكان من هؤلاء نسبة 7.9% تحت سن الثامنة عشر ونسبة 7.5% في الخامسة والستين من العمر وما فوق.

### تعداد عام 2010
بلغ عدد سكان نيو كاسل 5,285 نسمة بحسب تعداد عام 2010، وبلغ عدد الأسر 2,331 أسرة وعدد العائلات 1,376 عائلة مقيمة في المدينة. في حين سجلت الكثافة السكانية 579.5 نسمة لكل كيلومتر مربع (1,500.9/ميل2). وبلغ عدد الوحدات السكنية 2,497 وحدة بمتوسط كثافة قدره 273.8 لكل كيلومتر مربع (709.1/ميل2).
وتوزع التركيب العرقي للمدينة بنسبة 67.34% من البيض و27.15% من الأمريكيين الأفارقة و0.34% من الأمريكيين الأصليين و1.15% من الأمريكيين ذوي الأصول الآسيوية و1.40% من الأعراق الأخرى و2.61% من عرقين مختلطين أو أكثر و5.45% من الهسبانيون أو اللاتينيون من أي عرق.
بلغ عدد الأسر 2,331 أسرة كانت نسبة 24.3% منها لديها أطفال تحت سن الثامنة عشر تعيش معهم، وبلغت نسبة الأزواج القاطنين مع بعضهم البعض 39.2% من أصل المجموع الكلي للأسر، ونسبة 14.9% من الأسر كان لديها معيلات من الإناث دون وجود شريك، بينما كانت نسبة 4.9% من الأسر لديها معيلون من الذكور دون وجود شريكة وكانت نسبة 41% من غير العائلات. تألفت نسبة 34.6% من أصل جميع الأسر من عدة أفراد يعيشون في نفس المنزل ونسبة 11.7% كانت تتألف من شخص يعيش بمفرده يبلغ من العمر 65 عاماً أو أكثر. وبلغ متوسط حجم الأسرة المعيشية 2.27، أما متوسط حجم العائلات فبلغ 2.94.
بلغ العمر الوسطي للسكان 44.3 عاماً. وكانت نسبة 18.7% من القاطنين تحت سن الثامنة عشر، وكانت نسبة 7.5% بين الثامنة عشر والرابعة والعشرين عاماً، ونسبة 24.8% كانت واقعةً في الفئة العمرية ما بين الخامسة والعشرين والرابعة والأربعين عاماً، ونسبة 32.7% كانت ما بين الخامسة والأربعين والرابعة والستين، ونسبة 16.4% كانت ضمن فئة الخامسة والستين عاماً فما فوق. وتوزع التركيب الجنسي للسكان بنسبة 45.7% ذكور و54.3% إناث.

## أعلام
- جورج بي. رودني
- سادي مكمان
- روبرت مونتجمري بيرد
- جورج جراي
- ريان فيليب
- ديفين سميث
- توماس ماكين طومسون ماكينان
- ك. دوجلاس باك
- جورج ريد
- توماس هولكومب